# Урей 1-й
Урей 1-й — деревня в Ельниковском районе Мордовии. Входит в состав Ельниковского сельского поселения.

## История
В «Списке населённых мест Пензенской губернии за 1869» Урейский Выселок (Уркат) владельческая деревня из 12 дворов Краснослободского уезда.

## Население
| 2002 | 2010 |
| ---- | ---- |
| 82   | ↘42  |

Национальный состав
Согласно результатам Всероссийской переписи населения 2002 года, в национальной структуре населения русские составляли 93 %.